# Cyclops viridis
Cyclops viridis är en kräftdjursart som först beskrevs av Louis Jurine 1820.
Cyclops viridis ingår i släktet Cyclops och familjen Cyclopidae. Inga underarter finns listade i Catalogue of Life.